# باسكال روسو
باسكال روسو (بالفرنسية: Pascal Rousseau)‏ (4 مارس 1962 باريس فرنسا - ) هو لاعب كرة قدم فرنسي، يلعب كحارس مرمى.

## روابط خارجية
- باسكال روسو على موقع قاعدة بيانات كرة القدم.إي يو (الإنجليزية)
- باسكال روسو على موقع Soccerway.com (الإنجليزية)
- باسكال روسو على موقع عالم كرة القدم.نت (الإنجليزية)
- باسكال روسو على موقع GSA (الإنجليزية)